# Juan Viscarret Navaz
Juan Viscarret Navaz (Pamplona, 24 de mayo de 1910 - Caracas, 9 de julio de 1990) fue un pintor español y venezolano.

## Biografía
Su actividad artística se inició en una edad muy temprana lo que le permitió desarrollar su estilo en plenitud. Viscarret se formó en la Escuela de Artes y Oficios de Pamplona, donde fue instruido por Enrique Zubiri. En abril de 1933, realizó su primera exposición en los Salones de la Diputación Foral de Navarra, dentro de la exposición de Jóvenes Pintores. En los años siguientes, efectuó otras dos exposiciones en Pamplona y en la ciudad francesa de Bayona.
En la época de la guerra civil española (1936-1939), Viscarret se tuvo que trasladar a Venezuela debido a su condición de exiliado político, es en este lugar donde residirá el resto de su vida. En este mismo lugar, desarrollará en plenitud su expresión artística, la cual se centrará en pintar los paisajes de la tierra que le acogió y los comparó con los paisajes del País Vasco. En 1942, realizó una exposición individual en el Hotel Cordillera de Mérida, Venezuela.  
En 1945, conoció a Isabel Teresa Valero Rivas, al poco tiempo de conocerse se casaron y tuvieron 4 hijos: Miren Iruña (nacida el 19 de octubre de 1947), Txomin (nacido el 29 de junio de 1949), Francisco (Patxi) Joseba (nacido el 6 de mayo de 1954) y Xabier José (nacido el 19 de marzo de 1966). Posteriormente, en 1951, obtuvo el premio único del Concurso Libre de Pintura, organizado por la Dirección de Cultura de la Universidad de Los Andes. En 1954, participó en el primer Salón Anual D'Empaire de Pintura de Maracaibo.   
Al año siguiente, se celebró la Exposición del Taller Libre de Arte donde a Viscarret le otorgaron el primer Premio de Pintura con su cuadro "Mucuchiceros". En 1967, las Autoridades turísticas del Estado de Mérida le concedieron el Diploma y la Medalla al Mérito Turístico, como reconocimiento de sus destacaba labor artística centrada en el turismo. La desaparición en 1970 de su hijo Txomin en una excursión en el río Sipapo, uno de los afluentes de la Cuenca del Orinoco (Venezuela y Amazonas), le afectó mucho en su vida personal; no obstante, continuó pintando sin descanso. En este mismo año, realizó una Exposición individual en el Palacio de Gobierno de Mérida. Cinco años más tarde, participó en una Exposición Colectiva en el Centro Vasco de Caracas. 
En 1979, fue nombrado Ganador del Premio Municipal de Arte 1979 de Mérida. Más tarde, en 1984, fua galardonado con el Primer Premio de Pintura en el Segundo Salón de Artes Plásticas de la Compañía Anónima Venezolana de Industrias Minerales (CAVIM) de Caracas.
Finalmente, Viscarret falleció el 9 de julio de 1990 en Caracas; este mismo año tuvo en lugar la inauguración de la Galería de Arte "Juan Viscarret" donde la Gobernación del Estado de Mérida de Venezuela reconoció su obra. Asimismo, en el Parque de los Artistas de la ciudad de Mérida se estableció un monumento hecho en bronce en honor a su memoria.

## Reconocimiento póstumo
Después de su muerte, en 1992, se organizó una galería a su nombre en el Parque de los Artistas de la ciudad de Mérida. En 1997, se realizaron diversas colecciones particulares en Mérida con diversos cuadros de Viscarret. En 2005, se se movilizaron las obras que pertenecían a la Galería Juan Viscarret al Centro Cultural TFC de Mérida. Un año más tarde, se realizó una selección de sus cuadros para exponerlos en la Exposición de Artistas de la Década de los años 60 en la Casa Juan Félix Sánchez de Mérida. El 2 de abril de 2014, se celebró el acto de inauguración de la exposición antológica en honor de Juan Viscarret, donde se presentaban 35 obras del autor con el objetivo de dar a conocer su carrera artística. Este acto fue presidido por José María Muruzabal, experto en pintura y escultura en navarra y comisario de la exposición, y tuvo la participación de parte de la familia del pintor, como su hijo Javier Viscarret, quien expresó su gran admiración por el trabajo realizado en la exposición.  
“A él le hubiera encantado vivir y ver esta exposición. Siempre tuvo muy presente a su tierra natal, quizás también porque observó en el andino un paisaje muy parecido al de su patria”. (Fragmento de texto perteneciente a "Acto de inauguración de la exposición antológica de Juan Viscarret" del Parlamento de Navarra, 2 de abril de 2014).
En el año 2021, se celebró una exhibición "2 Miradas, 2 Espacios" en la Galería La Otra Banda  con la colaboración de la sede del Centro Venezolano Americano (CEVAM) que conmemoró Viscarret.

## Estilo artístico
El estilo artístico de Viscarret se centró en la representación de paisajes y temas relacionados con el folklore y tradiciones de Navarra y el País Vasco, esto se puede ver plasmado en sus diferentes obras. Además, la utilización de una gama de colores amplia, el uso de contrastes de la luz, su sencillez, entre otras cosas, todo esto le permitió plasmar en sus obras la realidad en la que vivía y cuestiones relacionadas con su tierra. No obstante, tenemos que destacar que tuvo una gran influencia por parte de la Escuela Vasca que le posibilitó experimentar en la combinación de diferentes perfiles y características propias con la realidad andina.
       

A lo largo de su carrera artística, realizó más de 500 cuadros, sin embargo, al principio de su carrera la venta de estos sólo le permitía pagar los gastos básicos del hogar. Viscarret le confesó su situación a un periodista en 1968: “He vivido y vivo en una situación a veces angustiosa. No me avergüenza decirlo … A veces he vendido cuadros por cuatro cobres, cuando se sobradamente que valían cuatrocientos”. No obstante, a pesar de no ganar una gran cantidad de dinero con sus obras, la opinión crítica reconoció su gran esfuerzo y trabajo tanto por su familia como por la sociedad.       
“Tuvimos la oportunidad de ver los cuadros que expone el joven artista vasco Juan Viscarret. Magnífica combinación de colores, acertada elección de motivos, sencillez de expresión. La pintura de Viscarret tiene especial significado para nosotros, porque ha captado paisajes de nuestras montañas, aspectos de nuestros pueblecitos, momentos de interés de nuestros hombres de campo… Para los turistas, asiduos visitantes de la zona, los cuadros representaban el más puro folklore de región y los adquieren gustosamente”. (Crítica aparecida en "Juan Viscarret El pintor vasco-navarro de Mérida" de Jesús Rondón Nucete, 4 de agosto de 2019). 
“Mi padre continuó con su indetenible vocación a través de muchos años. Solía comenzar su labor diaria desde muy temprano, con paciente y maravillosa intensidad, acompañado de música …  Pintó siempre como si practicara un piadoso ejercicio de humildad y de silencio, utilizando la extraordinaria gracia que Dios le había concedido, de sentir y hacer sentir los ocultos milagros del trazo y del color. Lo veía frente a un lienzo con pintura en los dedos, marcar imágenes rápidas que de inmediato se convertían fácilmente en rostros o en montañas inundadas de luz, (lo) que se observa mejor cuando detallamos sus gouaches, técnica que no admite rectificaciones”. (Crítica aparecida en "Juan Viscarret El pintor vasco-navarro de Mérida" de Jesús Rondón Nucete, 4 de agosto de 2019).
Principalmente, Viscarret realizó obras utilizando la pintura al óleo sobre diversos soportes (como el lienzo, la tela, la tabla, entre otros muchos) para la realización de sus cuadros, los cuales variaban de dimensiones dependiendo de la representación. Algunos de los cuadros más conocidos son: "Dantzaris", "Mérida, Venezuela", "Mucuchiceros", "Puerto de Bermeo", "Pueblo de Navarra", "Paisaje vasco", "Paisaje de Venezuela", entre otros.                            